# Izumi Sano
Izumi Sano (佐野 泉, Sano Izumi) è uno dei personaggi principali della serie manga Hana Kimi (abbreviazione di Hanazakari no Kimitachi e - 花ざかりの君たちへ), di  Hisaya Nakajo. È considerato il personaggio maschile principale, di importanza centrale per lo svolgimento della trama.

## Personaggio
Izumi è un membro della squadra di salto in alto della scuola superiore Osaka. Considerato una vera star nella scena sportiva scolastica, ha una fan persino negli Stati Uniti: Mizuki Ashiya. Mizuki prende una decisione controversa, scegliendo di trasferirsi nella scuola superiore Osaka solo per stare vicino al suo idolo. Il problema è che l'istituto Osaka è un collegio maschile, e Mizuki è costretta a travestirsi da ragazzo.
Izumi è la prima persona in assoluto che Mizuki incontra il primo giorno di scuola, finendogli addosso per sbaglio. A complicare la faccenda, si viene a scoprire che i due saranno non solo compagni di classe, ma anche compagni di stanza nel dormitorio numero 2.
Durante una partita amichevole a calcio tra Mizuki ed un nuovo compagno di classe, Shuichi Nakatsu, quest'ultimo la colpisce per sbaglio facendole perdere i sensi. Izumi, che si trova a passare di lì, prende l'iniziativa di portarla dal dottore della scuola, ma accidentalmente sfiora il suo petto e scopre la sua vera identità (questo particolare viene rivelato durante la serie, sebbene il lettore ad un certo punto si renda conto che Izumi conosce il segreto di Mizuki). Dopo l'incidente, il ragazzo si prende la responsabilità di badare a Mizuki e di aiutarla a tenere la sua identità segreta, sebbene Mizuki non sappia che il suo segreto è già stato rivelato a Sano.
Per fare in modo di mantenere l'identità di Mizuki al sicuro, Izumi è costretto a sopprimere i propri sentimenti per la ragazza, che crescono di giorno in giorno. A complicare le cose, anche Nakatsu si innamora di Mizuki pur credendo che sia un ragazzo ed inizia a sfidare Sano, chiedendogli se anche lui provi qualcosa. Sano riesce ad evitare la domanda, senza svelare che in realtà Mizuki è una ragazza.
Partecipando al matrimonio dell'amico Sekime con la fidanzata Rei in Giappone, Sano fa una proposta di matrimonio a Mizuki, che accetta.

## Tratti caratteriali
- Segno zodiacale: Capricorno
- Cibi preferiti: pesce lesso, cibi fritti o stufati
- Film preferiti: New S.T., Blade Runner, Living Now
- Sport: salto in alto
- Animale domestico: cane
- Fiore rappresentativo: Giglio del Nilo

## Famiglia
Izumi proviene dallo Hokkaidō. La sua famiglia è composta da suo padre, la sua matrigna e suo fratello minore Shin. Un ulteriore sviluppo della trama del manga si ha quando, nella seconda metà della serie, vengono alla luce i problemi della famiglia di Sano e la loro risoluzione.

### Rapporto col padre
Quando Izumi frequentava la scuola media, durante una serata invernale sua madre e suo padre, tornando in auto da una festa, ebbero un incidente a causa della strada ghiacciata e del grado alcolico dell'uomo. Il padre di Izumi rimase ferito, ma la madre morì. L'uomo cadde in depressione, incolpandosi per l'incidente, ed iniziò ad incanalare la sua rabbia rendendo la vita impossibile ad Izumi, facendogli pressioni e forzandolo nel salto in alto. Per questa ragione, Izumi disprezza suo padre e rifiuta di parlargli, decidendo perfino di iscriversi alla scuola superiore Osaka grazie ad una borsa di studio, rifiutando i soldi del padre.
Durante una fase di eliminazione di un torneo di salto in alto ad Osaka, il padre di Izumi si presenta come allenatore del liceo frequentato dal suo secondo figlio, Shin. Con l'incoraggiamento e l'aiuto di Mizuki, Sano riesce finalmente a capire che suo padre è davvero dispiaciuto, e i due riescono a riallacciare i rapporti.

### Rapporto con Shin
Prima che la loro madre morisse, Izumi e Shin avevano un bellissimo rapporto. Tuttavia, quando Izumi si è trasferito a Osaka per la scuola non ha più chiamato né fatto visita al fratello, lasciandolo con un sentimento di abbandono. Il lettore si rende conto, comunque, che Shin è ancora molto attaccato al fratello; egli lo chiama "Nii-san" o "fratellone", ed in seguito si capisce che Shin è andato avanti col salto in alto per emulare il fratello maggiore.
La relazione tra i due, tuttavia, è ancora instabile, come si nota quando gli studenti del secondo anno dell'istituto Osaka si trovano in gita scolastica in Hokkaido. Izumi vede Shin cercare di proposito la rissa con chiunque, rifiutando il suo aiuto.
In seguito, è Shin che si reca ad Osaka per la fase di eliminazione di un torneo di salto in alto. A quel punto i due hanno finalmente occasione di chiarirsi e riportare il loro rapporto a quello che era prima.

## Altri media
| Media                             | Doppiatore/attore        |
| --------------------------------- | ------------------------ |
| CD del drama di Hana-Kimi         | Atsushi Kisaichi         |
| Adattamento televisivo taiwanese  | Wu Chun dei Fahrenheit   |
| Adattamento televisivo giapponese | Shun Oguri               |
| Adattamento televisivo coreano    | Choi Min-ho degli Shinee |

## Curiosità
- Durante un evento in maschera del festival culturale della scuola superiore Osaka, Sano ha vestito i panni di Yang Guifei (conosciuta in giapponese come Youkihi).